# システムデザイン工学科
システムデザイン工学科(-こうがっか）とは、日本の大学等の学科名。
基本的には機械と電気工学系のカリキュラムである場合が多いが、秋田大学理工学部では土木系も、慶應義塾大学理工学部では建築学も、大阪工業大学ロボティクス&デザイン工学部ではIoTやAIなどの情報システム系も学ぶことができる。

## 設置している大学
システムデザイン工学科の名称を持つのは、国立では秋田大学、私立では慶應義塾大学と大阪工業大学がある。
慶應義塾大学は、1996年に初めて理工学部にシステムデザイン工学科を開設したほか、大学院システムデザイン・マネジメント研究科もあるが、こちらは理工学部システムデザイン工学科とは別組織の、文理融合型大学院。システムデザイン工学科と直結した大学院は理工学研究科である。
大阪工業大学は2017年に梅田キャンパスにロボティクス&デザイン工学部を設置し、システムデザイン工学科も同時に開設した。この学科では電気・電子工学、機械工学、情報工学を基盤に、IoT・人工知能（AI）分野を含め、「デザイン思考」を演習や実験を通じて深く学習する。
秋田大学では2014年に理工学部が設置され、旧工学資源学部の機械工学科と土木環境工学科を改組してシステムデザイン工学科が開設された。この学科はさらに機械工学コース、創造生産工学コース、土木環境工学コースに分かれている。

## 類似の学科等をもつ大学
東北大学では工学部機械知能・航空工学科に機械システムデザインコース、大学院工学研究科機械・知能系に機械システムデザイン工学専攻がある。
埼玉大学では大学院博士後期課程経済科学専攻に、ビジネス環境システムデザインコースがある。
東京都立大学に、システムデザイン学部、大学院にシステムデザイン研究科が設置されている。
法政大学には、デザイン工学部にシステムデザイン学科、大学院にシステムデザイン研究科が設置されている。
東京電機大学にはシステムデザイン工学部、東京電機大学理工学部理工学科に情報システムデザイン学系が、設置されている。
工学院大学は大学院工学研究科にシステムデザイン専攻が設置されている。以前は工学部第Ⅱ部に機械システムデザイン学科があるが募集を停止した。
神奈川工科大学は工学部機械システム工学科をシステムデザイン工学科にしたが、2006年度には自動車システム開発工学科に改組した。
同志社大学には理工学部に情報システムデザイン学科がある。
関西大学では大学院理工学研究科博士前期課程にシステムデザイン専攻があったが、2014年度からシステム理工学専攻に改組した。なお社会学研究科に社会システムデザイン専攻があるが、こちらは社会システムのデザインと意味あいが異なる。
公立千歳科学技術大学はグローバルシステムデザイン学科が設置されている。
宮城工業高等専門学校では、生産システムデザイン工学系（名取キャンパス）に、生産システムデザイン工学専攻がある。
新潟工業短期大学では2005年に、生産システム工学科をシステムデザイン学科と名称変更した。
岐阜工業高等専門学校では、2004年に専攻科として環境システムデザイン工学を設置。
大阪府立工業高等専門学校では、総合工学システム学科にシステムデザインコース（通称Sコース）を設置した。